# Évêché titulaire d'Abari
Abari est un siège titulaire de l'Église catholique romaine.
Il est la succession d'un évêché disparu, dans la ville antique d'Abari dont la localisation n'a pas encore été identifiée.
| Évêques titulaires d'Abari |                                                       | |                 |                  |
| Num.                       | Nom                                                   | Administration | de              | à                |
| 1                          | José Lázaro Neves (de) CM                             | 30 août 1948-12 février 1952 : évêque auxiliaire à Assis (Brésil) 12 février 1952-11 février 1956 : évêque coadjuteur d'Assis                                                        | 30 août 1948    | 11 février 1956  |
| 2                          | Carlo Martini (en), archevêque titulaire pro hac vice | Nonce apostolique au Paraguay (en), aux Philippines (en) et au Chili (en) / Délégué apostolique au Mexique (en)                                                                      | 5 octobre 1961  | 2 juin 1973      |
| 3                          | Carlo Furno, archevêque titulaire pro hac vice        | Nonce apostolique au Pérou (en), Liban (en), Brésil (en) et en Italie (en) | 1er août 1973   | 26 novembre 1994 |
| 4                          | Bruno Musarò, archevêque titulaire pro hac vice       | Nonce apostolique au Panama (en), à Madagascar (en), Maurice (en), aux Seychelles (en), au Guatemala (en), Pérou (en), à Cuba (en) et en Égypte Délégué apostolique des Comores (en) | 3 décembre 1994 |                  |